# Boby na Zimních olympijských hrách 1972
Boby na Zimních olympijských hrách 1972 se skládaly ze dvou soutěží, konaných v rekreačním centru Sapporo Teine. Soutěže se proběhly ve dnech 4. až 12. února 1972.

## Medailové pořadí zemí
| Pořadí | Země                  | Zlato | Stříbro | Bronz | Celkově |
| ------ | --------------------- | ----- | ------- | ----- | ------- |
| 1.     | Západní Německo (FRG) | 1     | 1       | 1     | 3       |
| 2.     | Švýcarsko (SUI)       | 1     | 0       | 1     | 2       |
| 3.     | Itálie (ITA)          | 0     | 1       | 0     | 1       |
|        | Celkem                | 2     | 2       | 2     | 6       |

## Medailisté

### Muži
| Disciplína | Zlato                                                                            | Výkon   | Stříbro                                                                                   | Výkon   | Bronz                                                                                                  | Výkon   |
| ---------- | -------------------------------------------------------------------------------- | ------- | ----------------------------------------------------------------------------------------- | ------- | --- | ------- |
| dvojbob    | Západní Německo (FRG) · Wolfgang Zimmer · Peter Utzschneider                     | 4:57,07 | Západní Německo (FRG) · Horst Floth · Pepi Bader                                          | 4:58,84 | Švýcarsko (SUI) · Jean Wicki · Edy Hubacher                                                            | 4:59,33 |
| čtyřbob    | Švýcarsko (SUI) · Jean Wicki · Edy Hubacher · Hans Leutenegger · Werner Camichel | 4:43,07 | Itálie (ITA) · Nevio De Zordo · Gianni Bonichon · Adriano Frassinelli · Corado Dal Fabbro | 4:43,83 | Západní Německo (FRG) · Wolfgang Zimmerer · Peter Utzschneider · Stefan Gaisreiter · Walter Steinbauer | 4:43,92 |